# Fortepian preparowany

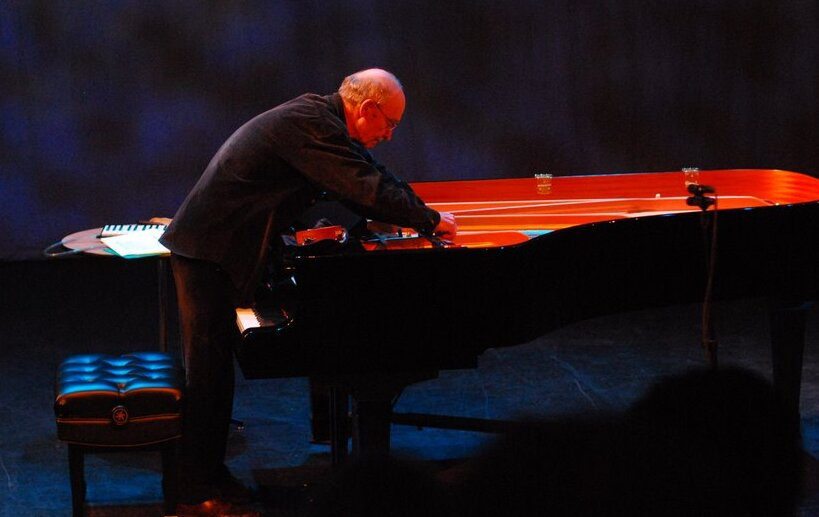
Christian Wolff gra na fortepianie preparowanym

Fortepian preparowany – fortepian poddany modyfikacjom, bądź też wykorzystywany w sposób odmienny od tradycyjnej techniki gry, w celu osiągnięcia nietypowej barwy dźwięku. Wprowadzony przez Johna Cage'a, który zaczął wykorzystywać w ten sposób fortepian w eksperymentalnych kompozycjach z lat czterdziestych XX wieku. Preparacja może polegać na włożeniu między struny fortepianu różnych elementów np. śrub, sztućców, gwoździ, nałożeniu na struny koralików lub nakrętek. Modyfikacje sposobu gry obejmują m.in. uderzanie w struny bezpośrednio w pudle rezonansowym z pominięciem mechanizmu młoteczkowego fortepianu, np. pałkami.

## Przykłady
- John Cage – Sonaty i Interludia (1946-1948)
- Christian Wolff – Suite I (1954)
- Velvet Underground – All Tomorrow's Parties (1967)
- Alfred Schnittke – Concerto Grosso 1 (1976-1977)
- Arvo Pärt – Tabula Rasa (1977)
- Tori Amos – Bells for Her (1994)
- Aphex Twin – drukqs (2001)
- Leszek Możdżer – Piano (2004)